# Barbavara di Gravellona
I Barbavara o Barbavara di Gravellona sono una nobile famiglia di Milano.

## Storia
La famiglia ha le proprie prime testimonianze documentali risalenti al XII secolo, quando già vantava una notevole autorità giurisdizionale sulla Valsesia, sulla riviera di Orta e sul Lago Maggiore dove possedeva il castello di Domodossola. Il personaggio più noto della famiglia fu ad ogni modo Francesco Barbavara che, nel Trecento, divenne consigliere di Gian Galeazzo Visconti, duca di Milano, e fu da questi a tal punto favorito da ottenere la mano della sua parente Antonia Visconti. Un suo discendente, Marco, venne infeudato di Gravellona (dove ancora oggi esiste la frazione di Barbavara, in onore alla famiglia) nel 1467 col titolo di conte, fu consigliere ducale e sposò Donnina, figlia del nobile Francesco Casati; da questo matrimonio nacquero due figli maschi, Scipione e Ottaviano, i quali furono rispettivamente a capo di due linee diramatesi poi in Piemonte ed in Lombardia.
A quest'ultimo ramo appartenne il politico Giovanni Barbavara di Gravellona che fu direttore delle poste del Regno di Sardegna tra il 1859 ed il 1860 e poi senatore del regno d'Italia.

## Albero genealogico
|                            |                            |                                                                        |                                                                        |                                             | | |                                        |                                                                               | | |                                                                         |                                                                         |                                                                                   |                                                                                   |                                                                 |                                                                                     |                                                                                     |                                                          |                                                          |
|                            |                            |                                                                        |                                                                        |                                             | | |                                        |                                                                               | | |                                                                         | Giacomo fl. XIV secolo ?                                                |                                                                                   |                                                                                   |                                                                 |                                                                                     |                                                                                     |                                                          |                                                          |
|                            |                            |                                                                        |                                                                        |                                             | | |                                        |                                                                               | | |                                                                         |                                                                         |                                                                                   |                                                                                   |                                                                 |                                                                                     |                                                                                     |                                                          |                                                          |
|                            |                            |                                                                        |                                                                        |                                             | | |                                        |                                                                               | | |                                                                         |                                                                         |                                                                                   |                                                                                   |                                                                 |                                                                                     |                                                                                     |                                                          |                                                          |
|                            |                            |                                                                        |                                                                        |                                             | | |                                        | Agostina fl. XV secolo Francesco Birago                                       | Agostina fl. XV secolo Francesco Birago                                                              | Caterina †1473 Giovanni Simonetta                                                                    | Caterina †1473 Giovanni Simonetta                                       | Marcolino, I conte di Gravellona fl. XV secolo Donnina Casati           | Marcolino, I conte di Gravellona fl. XV secolo Donnina Casati                     | Francesco fl. XV secolo ?                                                         | Francesco fl. XV secolo ?                                       | Giovanni fl. XV secolo vescovo di Como e Tortona                                    | Giovanni fl. XV secolo vescovo di Como e Tortona                                    |                                                          |                                                          |
|                            |                            |                                                                        |                                                                        |                                             | | |                                        |                                                                               | | |                                                                         |                                                                         |                                                                                   |                                                                                   |                                                                 |                                                                                     |                                                                                     |                                                          |                                                          |
|                            |                            |                                                                        |                                                                        |                                             | | |                                        |                                                                               | | |                                                                         |                                                                         |                                                                                   |                                                                                   |                                                                 |                                                                                     |                                                                                     |                                                          |                                                          |
|                            |                            |                                                                        |                                                                        |                                             | | |                                        |                                                                               | | | Scipione fl. XV secolo ?                                                | Scipione fl. XV secolo ?                                                |                                                                                   | Ottaviano, II conte di Gravellona XV-XVI secolo Bianca Visconti                   | Ottaviano, II conte di Gravellona XV-XVI secolo Bianca Visconti |                                                                                     |                                                                                     |                                                          |                                                          |
|                            |                            |                                                                        |                                                                        |                                             | | |                                        |                                                                               | | |                                                                         |                                                                         |                                                                                   |                                                                                   |                                                                 |                                                                                     |                                                                                     |                                                          |                                                          |
|                            |                            |                                                                        |                                                                        |                                             | | |                                        |                                                                               | | |                                                                         |                                                                         |                                                                                   |                                                                                   |                                                                 |                                                                                     |                                                                                     |                                                          |                                                          |
|                            |                            |                                                                        |                                                                        |                                             | | |                                        |                                                                               | | | · Barbavara di Piemonte                                                 | · Barbavara di Piemonte                                                 | Alessandro, III conte di Gravellona *1460 †1583 Cassandra Barbavara di Gravellona | Alessandro, III conte di Gravellona *1460 †1583 Cassandra Barbavara di Gravellona | Marco *1490 †1552 ?                                             | Marco *1490 †1552 ?                                                                 |                                                                                     |                                                          |                                                          |
|                            |                            |                                                                        |                                                                        |                                             | | |                                        |                                                                               | | |                                                                         |                                                                         |                                                                                   |                                                                                   |                                                                 |                                                                                     |                                                                                     |                                                          |                                                          |
|                            |                            |                                                                        |                                                                        |                                             | | |                                        |                                                                               | | |                                                                         |                                                                         |                                                                                   |                                                                                   |                                                                 |                                                                                     |                                                                                     |                                                          |                                                          |
|                            |                            |                                                                        |                                                                        |                                             | | |                                        |                                                                               | | | Girolamo, IV conte di Gravellona *1520 †1610 Giulia Mandelli            | Girolamo, IV conte di Gravellona *1520 †1610 Giulia Mandelli            |                                                                                   |                                                                                   | Ottaviano †1597 Lucia Mazenta                                   | Ottaviano †1597 Lucia Mazenta                                                       |                                                                                     |                                                          |                                                          |
|                            |                            |                                                                        |                                                                        |                                             | | |                                        |                                                                               | | |                                                                         |                                                                         |                                                                                   |                                                                                   |                                                                 |                                                                                     |                                                                                     |                                                          |                                                          |
|                            |                            |                                                                        |                                                                        |                                             | | |                                        |                                                                               | | |                                                                         |                                                                         |                                                                                   |                                                                                   |                                                                 |                                                                                     |                                                                                     |                                                          |                                                          |
|                            |                            |                                                                        |                                                                        |                                             | | |                                        |                                                                               | | | Carlo, V conte di Gravellona *1560 †1640 Brigida Cotta                  | Carlo, V conte di Gravellona *1560 †1640 Brigida Cotta                  |                                                                                   | Ludovico †1638 senza eredi                                                        | Ludovico †1638 senza eredi                                      | Marco ?-? Candida Savarola                                                          | Marco ?-? Candida Savarola                                                          |                                                          |                                                          |
|                            |                            |                                                                        |                                                                        |                                             | | |                                        |                                                                               | | |                                                                         |                                                                         |                                                                                   |                                                                                   |                                                                 |                                                                                     |                                                                                     |                                                          |                                                          |
|                            |                            |                                                                        |                                                                        |                                             | | |                                        |                                                                               | | |                                                                         |                                                                         |                                                                                   |                                                                                   |                                                                 |                                                                                     |                                                                                     |                                                          |                                                          |
|                            |                            |                                                                        |                                                                        |                                             | | |                                        |                                                                               | | | Guido Antonio, VI conte di Gravellona *1580 †1666 Caterina Meraviglia   | Guido Antonio, VI conte di Gravellona *1580 †1666 Caterina Meraviglia   |                                                                                   |                                                                                   | Livia ?-? Carlo Francesco Appiani d'Aragona                     | Livia ?-? Carlo Francesco Appiani d'Aragona                                         | Ludovico ?-? Lucrezia Besozzi                                                       | Ludovico ?-? Lucrezia Besozzi                            |                                                          |
|                            |                            |                                                                        |                                                                        |                                             | | |                                        |                                                                               | | |                                                                         |                                                                         |                                                                                   |                                                                                   |                                                                 |                                                                                     |                                                                                     |                                                          |                                                          |
|                            |                            |                                                                        |                                                                        |                                             | | |                                        |                                                                               | | |                                                                         |                                                                         |                                                                                   |                                                                                   |                                                                 |                                                                                     |                                                                                     |                                                          |                                                          |
|                            |                            |                                                                        |                                                                        |                                             | | |                                        |                                                                               | | | Carlo Girolamo, VII conte di Gravellona *1620 †1717 Laura Lavinia Bosio | Carlo Girolamo, VII conte di Gravellona *1620 †1717 Laura Lavinia Bosio |                                                                                   |                                                                                   |                                                                 |                                                                                     | Giuseppe †1721 Alfonsa Belcredi                                                     | Giuseppe †1721 Alfonsa Belcredi                          |                                                          |
|                            |                            |                                                                        |                                                                        |                                             | | |                                        |                                                                               | | |                                                                         |                                                                         |                                                                                   |                                                                                   |                                                                 |                                                                                     |                                                                                     |                                                          |                                                          |
|                            |                            |                                                                        |                                                                        |                                             | | |                                        |                                                                               | | |                                                                         |                                                                         |                                                                                   |                                                                                   |                                                                 |                                                                                     |                                                                                     |                                                          |                                                          |
|                            |                            |                                                                        |                                                                        |                                             | | |                                        | Carlo Maria Desiderio, VIII conte di Gravellona *1700 †1752 Felicita De Fredi | Carlo Maria Desiderio, VIII conte di Gravellona *1700 †1752 Felicita De Fredi                        | |                                                                         |                                                                         |                                                                                   | Giuseppe Maria *1702 †? Marianna Giovio della Torre                               | Giuseppe Maria *1702 †? Marianna Giovio della Torre             | Barbara †1721 1.Carlo Giuseppe Benaglio 2.Giorgio Clerici, III marchese di Cavenago | Barbara †1721 1.Carlo Giuseppe Benaglio 2.Giorgio Clerici, III marchese di Cavenago | Costanza *1700 †1779 Giuseppe Durini, III conte di Monza | Costanza *1700 †1779 Giuseppe Durini, III conte di Monza |
|                            |                            |                                                                        |                                                                        |                                             | | |                                        |                                                                               | | |                                                                         |                                                                         |                                                                                   |                                                                                   |                                                                 |                                                                                     |                                                                                     |                                                          |                                                          |
|                            |                            |                                                                        |                                                                        |                                             | | |                                        |                                                                               | | |                                                                         |                                                                         |                                                                                   |                                                                                   |                                                                 |                                                                                     |                                                                                     |                                                          |                                                          |
|                            |                            |                                                                        |                                                                        |                                             | | | Isabella *1740 †1823 Filippo Beneviati | Isabella *1740 †1823 Filippo Beneviati                                        | Marcolino Ferdinando Maria, IX conte di Gravellona *1753 †1795 1.Giuseppa Cantoni 2.Teresa Cavallini | Marcolino Ferdinando Maria, IX conte di Gravellona *1753 †1795 1.Giuseppa Cantoni 2.Teresa Cavallini | Alessandro Maria ?-? senza eredi                                        | Alessandro Maria ?-? senza eredi                                        | Francesca *1735 †1806 Antonio de Rido della Silva                                 | Francesca *1735 †1806 Antonio de Rido della Silva                                 | Giuseppe Maria *1748 †1808 Rosa Capelli                         | Giuseppe Maria *1748 †1808 Rosa Capelli                                             | Rosa ?-?                                                                            | Rosa ?-?                                                 |                                                          |
|                            |                            |                                                                        |                                                                        |                                             | | |                                        |                                                                               | | |                                                                         |                                                                         |                                                                                   |                                                                                   |                                                                 |                                                                                     |                                                                                     |                                                          |                                                          |
|                            |                            |                                                                        |                                                                        |                                             | | |                                        |                                                                               | | |                                                                         |                                                                         |                                                                                   |                                                                                   |                                                                 |                                                                                     |                                                                                     |                                                          |                                                          |
|                            |                            |                                                                        |                                                                        |                                             | 1.Carlo Massimiliano, X conte di Gravellona *1785 †1850 1.Angela Castellanza 2.Maria Clara Benzoni | 1.Carlo Massimiliano, X conte di Gravellona *1785 †1850 1.Angela Castellanza 2.Maria Clara Benzoni | 2.Carola *1834 †giovane                | 2.Carola *1834 †giovane                                                       | 2.Virginia *1839 †giovane                                                                            | 2.Virginia *1839 †giovane                                                                            | 2.Fortunato *1842 †giovane                                              | 2.Fortunato *1842 †giovane                                              | 2.Eugenio *1844 †giovane                                                          | 2.Eugenio *1844 †giovane                                                          | Giuseppe Fedele *1783 †? Angela Cristina Colli senza eredi      | Giuseppe Fedele *1783 †? Angela Cristina Colli senza eredi                          |                                                                                     |                                                          |                                                          |
|                            |                            |                                                                        |                                                                        |                                             | | |                                        |                                                                               | | |                                                                         |                                                                         |                                                                                   |                                                                                   |                                                                 |                                                                                     |                                                                                     |                                                          |                                                          |
|                            |                            |                                                                        |                                                                        |                                             | | |                                        |                                                                               | | |                                                                         |                                                                         |                                                                                   |                                                                                   |                                                                 |                                                                                     |                                                                                     |                                                          |                                                          |
|                            |                            | 1.Giovanni, XI conte di Gravellona *1813 †1896 Elena Gaetti De Angelis | 1.Giovanni, XI conte di Gravellona *1813 †1896 Elena Gaetti De Angelis | 1.Virginia ?-? ?                            | 1.Virginia ?-? ?                                                                                   | 1.Alessandro Cristoforo ?-? ?                                                                      | 1.Alessandro Cristoforo ?-? ?          | 1.Eugenio ?-? ?                                                               | 1.Eugenio ?-? ?                                                                                      | |                                                                         |                                                                         |                                                                                   |                                                                                   |                                                                 |                                                                                     |                                                                                     |                                                          |                                                          |
|                            |                            |                                                                        |                                                                        |                                             | | |                                        |                                                                               | | |                                                                         |                                                                         |                                                                                   |                                                                                   |                                                                 |                                                                                     |                                                                                     |                                                          |                                                          |
|                            |                            |                                                                        |                                                                        |                                             | | |                                        |                                                                               | | |                                                                         |                                                                         |                                                                                   |                                                                                   |                                                                 |                                                                                     |                                                                                     |                                                          |                                                          |
|                            |                            | Massimiliano *1844 †1881 Marietta Ferraris                             | Massimiliano *1844 †1881 Marietta Ferraris                             |                                             | | |                                        | Massimiliano ?-? ?                                                            | Massimiliano ?-? ?                                                                                   | |                                                                         |                                                                         |                                                                                   |                                                                                   |                                                                 |                                                                                     |                                                                                     |                                                          |                                                          |
|                            |                            |                                                                        |                                                                        |                                             | | |                                        |                                                                               | | |                                                                         |                                                                         |                                                                                   |                                                                                   |                                                                 |                                                                                     |                                                                                     |                                                          |                                                          |
|                            |                            |                                                                        |                                                                        |                                             | | |                                        |                                                                               | | |                                                                         |                                                                         |                                                                                   |                                                                                   |                                                                 |                                                                                     |                                                                                     |                                                          |                                                          |
|                            |                            | Giovanni, XII conte di Gravellona *1871 †1931 Irma Lossetti Mandelli   |                                                                        |                                             | | |                                        |                                                                               | | |                                                                         |                                                                         |                                                                                   |                                                                                   |                                                                 |                                                                                     |                                                                                     |                                                          |                                                          |
|                            |                            |                                                                        |                                                                        |                                             | | |                                        |                                                                               | | |                                                                         |                                                                         |                                                                                   |                                                                                   |                                                                 |                                                                                     |                                                                                     |                                                          |                                                          |
|                            |                            |                                                                        |                                                                        |                                             | | |                                        |                                                                               | | |                                                                         |                                                                         |                                                                                   |                                                                                   |                                                                 |                                                                                     |                                                                                     |                                                          |                                                          |
| Maria Cristina *1903 †1971 | Maria Cristina *1903 †1971 | Ferdinando, XIII conte di Gravellona *1904 †1970 Antonietta Bassi      | Ferdinando, XIII conte di Gravellona *1904 †1970 Antonietta Bassi      | Carla Giuseppina *1906 †1983 Antonio Perego | Carla Giuseppina *1906 †1983 Antonio Perego                                                        | |                                        |                                                                               | | |                                                                         |                                                                         |                                                                                   |                                                                                   |                                                                 |                                                                                     |                                                                                     |                                                          |                                                          |